# 沖縄県道23号沖縄北谷線
沖縄県道23号沖縄北谷線（おきなわけんどう23ごう おきなわちゃたんせん・主要地方道沖縄北谷線）は沖縄県沖縄市上地と中頭郡北谷町桑江とを結ぶ主要地方道。通称・国体道路。山中通りの愛称もある。

## 概要

### 区間
- 起点：沖縄市上地（沖縄県道85号沖縄環状線）
（実際の起点は沖縄市山内）
- 終点：中頭郡北谷町字桑江（国道58号）
- 総延長：4.6km（実延長も同じ）

### 通過自治体
- 沖縄市 - 中頭郡北谷町

### 交差する路線
- 沖縄県道85号沖縄環状線（起点 - 沖縄市山内）
- 沖縄県道20号線（起点 - 県道85号被重複区間）
- 沖縄自動車道（沖縄南インターチェンジ、沖縄市諸見里）
- 国道58号（終点）

### 重複路線
- 沖縄県道85号沖縄環状線（沖縄市上地 - 山内）

### 主要施設
- 沖縄市コザ運動公園（沖縄市諸見里・県道85号の被重複区間内）
- ニライ消防本部北谷消防署（北谷町桑江）
- 北谷商工会議所（北谷町上勢頭）

### 路線バス
かつては沿線に建物が少なかったため路線バスは乗り入れておらず、1980年代後半にようやく国体道路線が乗り入れた。
- 21番・新都心具志川線（琉球バス交通） 沖縄市南桃原→山内（那覇発の球陽高校経由のみ）
- 75番・石川北谷線 北谷町上勢頭の一部区間
- 112番・国体道路線（琉球バス交通） 沖縄市南桃原 - 北谷町伊平
- 123番・石川空港線（琉球バス交通） 沖縄市山内 - 南桃原

このほか、北谷町のコミュニティバス「C-BUS」が北ルートが北谷町上勢頭の一部区間を通っている。以前は中部循環線も一部通っていたが2003年（平成15年）に廃止された。

## 歴史
- 1972年（昭和47年）、1973年（昭和48年）の特別国体「若夏国体」開催に合わせて、北谷村（現北谷町）桑江 - 沖縄市上地の米軍嘉手納基地の南端部を返還して建設（当時は一般県道23号線）。1973年（昭和48年）春の国体開催前に国体道路開通。
- 1980年代前半、嘉手納基地第２ゲート部分が立体交差となり、県道27号線（現県道85号）と接続。また県道27号線も含めこの辺一帯の道路が県道沖縄環状線として整備されることに（当時は県道228号）。
- 1987年（昭和62年）10月、沖縄自動車道（那覇 - 石川）開通。沖縄南インター開設。
- 1993年（平成5年）、県道23号線と沖縄環状線が主要地方道に昇格。

## 特徴
- もともと1973年（昭和48年）の若夏国体にあわせて建設された道路で通称「国体道路」と呼ばれている。本土復帰前は国体会場だったコザ運動公園も含め、沿線一帯は米軍基地だったため、一部返還したうえで建設された。那覇方面の国道58号からアクセスが不可欠であることから全線4車線で建設された。
- 前述の通り、当時沿線一帯は基地でキャンプ桑江と嘉手納基地の境界線にあたり、辺り一帯緑に囲まれていたが、1980年（昭和55年）前後から人口が増え始め宅地開発が進み、沿線にも住宅地や飲食店が建つようになった。
- 現在は沖縄本島中部東海岸（沖縄市）と西海岸（北谷町）の重要な交通路で、終点の国体道路入口交差点は国道58号方面から本路線に出入りする車で時々渋滞する。